# فرمول عشق
فرمول عشق (انگلیسی: Formula of Love) با نام کامل فرمول عشق: O+T=<3 (انگلیسی: Formula of Love: O+T=<3) سومین آلبوم استودیویی کره‌ای (و ششمین آلبوم کلی) از گروه دخترانهٔ اهل کره جنوبی، توایس است. این آلبوم در ۱۲ نوامبر ۲۰۲۱ توسط جی‌وای‌پی انترتینمنت و ریپابلیک منتشر شد. این آلبوم شامل شانزده قطعه از جمله نخستین تک‌آهنگ انگلیسی گروه به نام «احساسات» و تک‌آهنگ آغازین «دانشمند» است. این آلبوم عمدتاً در سبک دیسکو پاپ و سینث پاپ قرار دارد که عناصری از ژانرهای پاپ لاتین، هیپ‌هاپ و آراندبی را نیز در بر می‌گیرد.

## گواهی‌نامه‌ها و فروش‌ها
| منطقه             | گواهی     | واحد گواهی‌شده/فروش |
| ----------------- | --------- | ------------------ |
| ژاپن              | —         | ۶۸٬۹۷۵             |
| کره جنوبی (گائون) | ۳× پلاتین | ۸۹۴٬۴۱۶            |
| ایالات متحده      | —         | ۵۸٬۰۰۰             |

## تاریخچه انتشار
| منطقه        | تاریخ          | فرمت(ها)                   | ناشر             | منابع       |
| ------------ | -------------- | -------------------------- | ---------------- | ----------- |
| مختلف        | ۱۲ نوامبر ۲۰۲۱ | سی‌دی دانلود دیجیتال استریم | جی‌وای‌پی ریپابلیک | [ ۷ ] [ ۸ ] |
| ایالات متحده | ۱۲ نوامبر ۲۰۲۱ | سی‌دی (Target exclusive)    | جی‌وای‌پی ریپابلیک | [ ۹ ]       |
| کره جنوبی    | ۱۷ دسامبر ۲۰۲۱ | سی‌دی (Result File version) | جی‌وای‌پی          | [ ۱۰ ]      |